# Juice (ścieżka dźwiękowa)
Juice – oficjalna ścieżka dźwiękowa powstała do filmu pt. Miasto aniołów 2. Została wydana 31 grudnia 1991 roku nakładem wytwórni MCA Records. Album okazał się sukcesem, plasując się na 17. miejscu listy sprzedaży Billboard 200.

## Lista utworów
1. "Uptown Anthem" – 3:03 (Naughty by Nature)
2. "Juice (Know the Ledge)" – 4:00 (Eric B. & Rakim)
3. "Is It Good to You" – 4:17 (Teddy Riley & Tammy Lucas)
4. "Sex, Money & Murder" – 2:49 (MC Pooh)
5. "Nuff Respect" – 2:57 (Big Daddy Kane)
6. "So You Want to Be a Gangster" – 4:05 (Too Short)
7. "It's Going Down" – 4:12 (EPMD)
8. "Don't Be Afraid" – 5:18 (Aaron Hall)
9. "He's Gamin' on Ya'" – 3:35 (Salt-n-Pepa)
10. "Shoot 'Em Up" – 3:38 (Cypress Hill)
11. "Flipside" – 4:24 (Juvenile Committee)
12. "What Could Be Better Bitch" – 3:01 (Son of Bazerk)
13. "Does Your Man Know About Me" – 5:11 (Rahiem)
14. "People Get Ready" – 4:00 (Brand New Heavies & N'Dea Davenport)